# Forte George

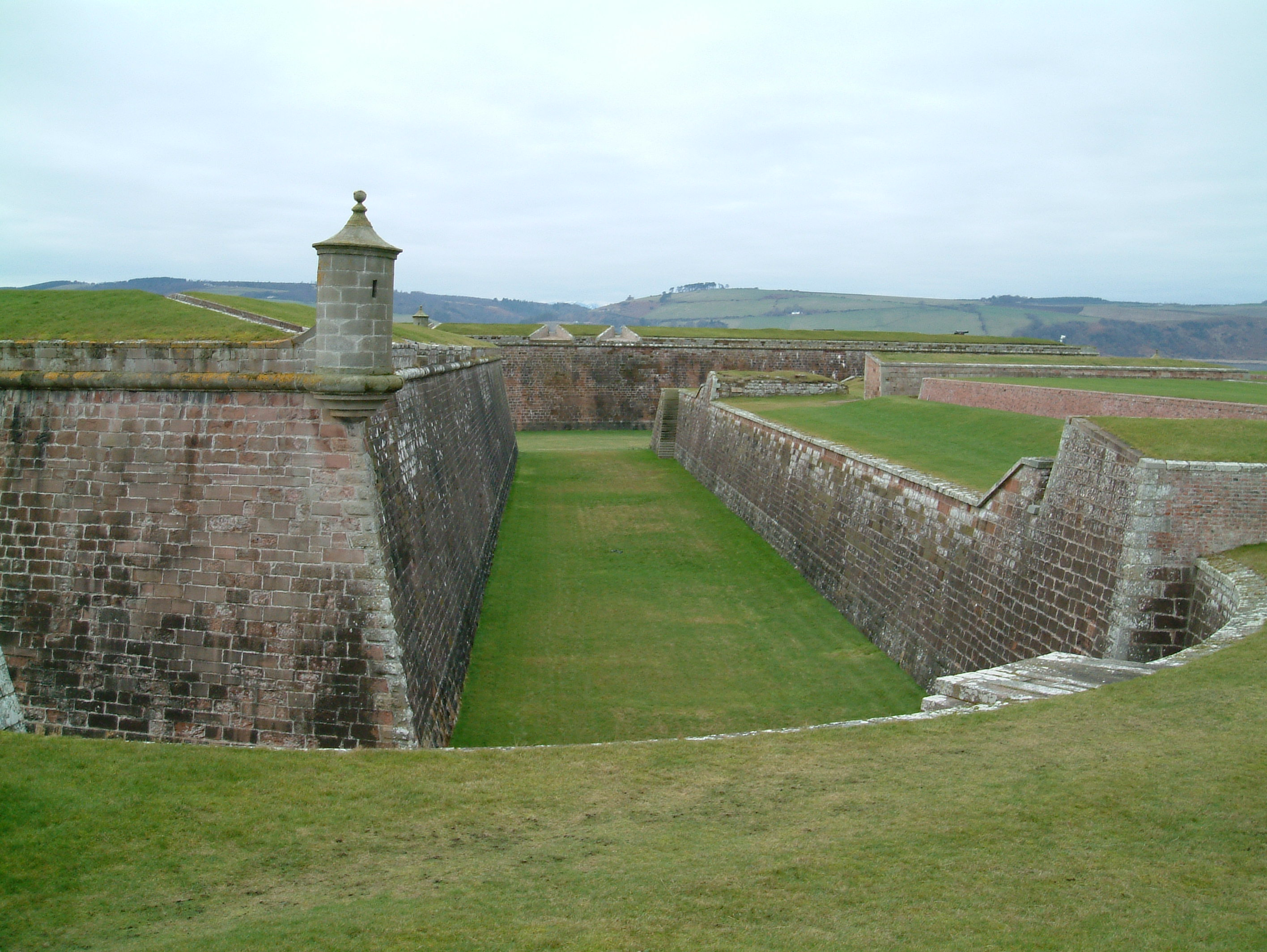
Fort George, Escócia: aspecto de um baluarte com guarita e o fosso exterior.

O Forte George localiza-se a Oeste de Nairn, na Escócia.
Situado estrategicamente em um promontório saliente no estuário do rio Moray, a Fortaleza (arquitetura militar)fortaleza foi concebida como uma inexpugnável base naval. O forte foi erguido a partir de 1746 pelo rei Jorge II da Grã-Bretanha, como a última defesa contra as revoltas jacobitas, constituindo-se na mais poderosa fortaleza da Grã-Bretanha, senão da Europa, projetada em escala monumental segundo as técnicas mais modernas de arquitetura militar então em voga.
Os quartéis da tropa, as defesas de artilharia, guarnecidas por canhões e uma vasta coleção de armaria - que inclui mosquetes com respectivas baionetas, lanças, espadas e estojos de munição – propicia uma fascinante perspectiva da vida militar no século XVIII.
O seu perímetro muralhado ascende a quase uma milha. As instalações compreendem acomodações para o Governador da praça, oficiais, um regimento de artilharia e uma guarnição de 1600 praças.
Quando de sua inauguração, em 1769, as Highlands estavam pacificadas, mas a fortificação foi mantida em prontidão para uma ação que nunca se materializou, permanecendo virtualmente inalterada desde então.
Atualmente constitui-se no único monumento histórico da Escócia que ainda mantém a sua função original, embora aberto à visitação pública, que dispõe de loja de presentes com uma ampla oferta de itens e um café. As instalações do Museu do Regimento da Rainha de Highlanders encontram-se aqui.